# St. Martin (Martinsthal)

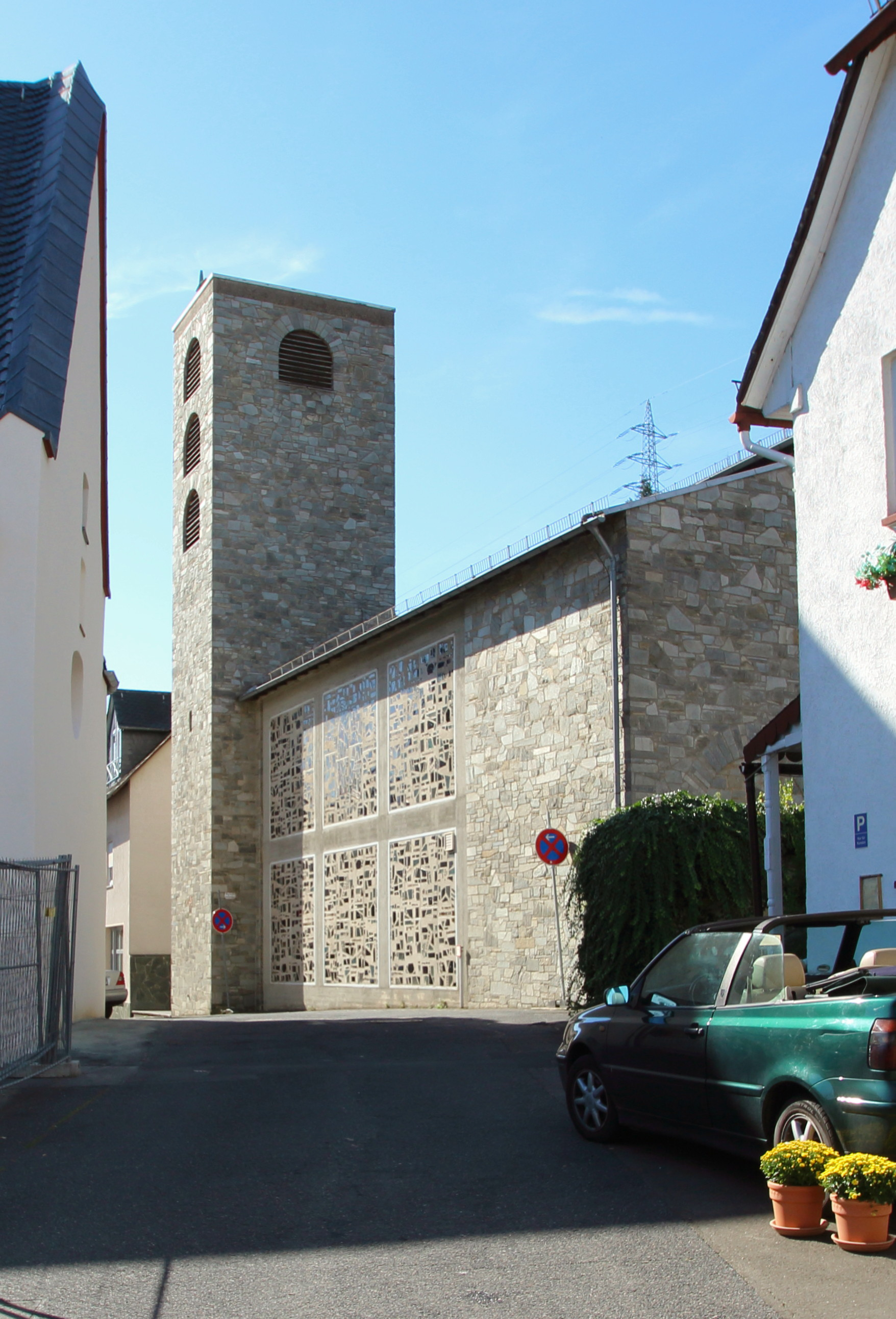
St. Martin in Martinsthal

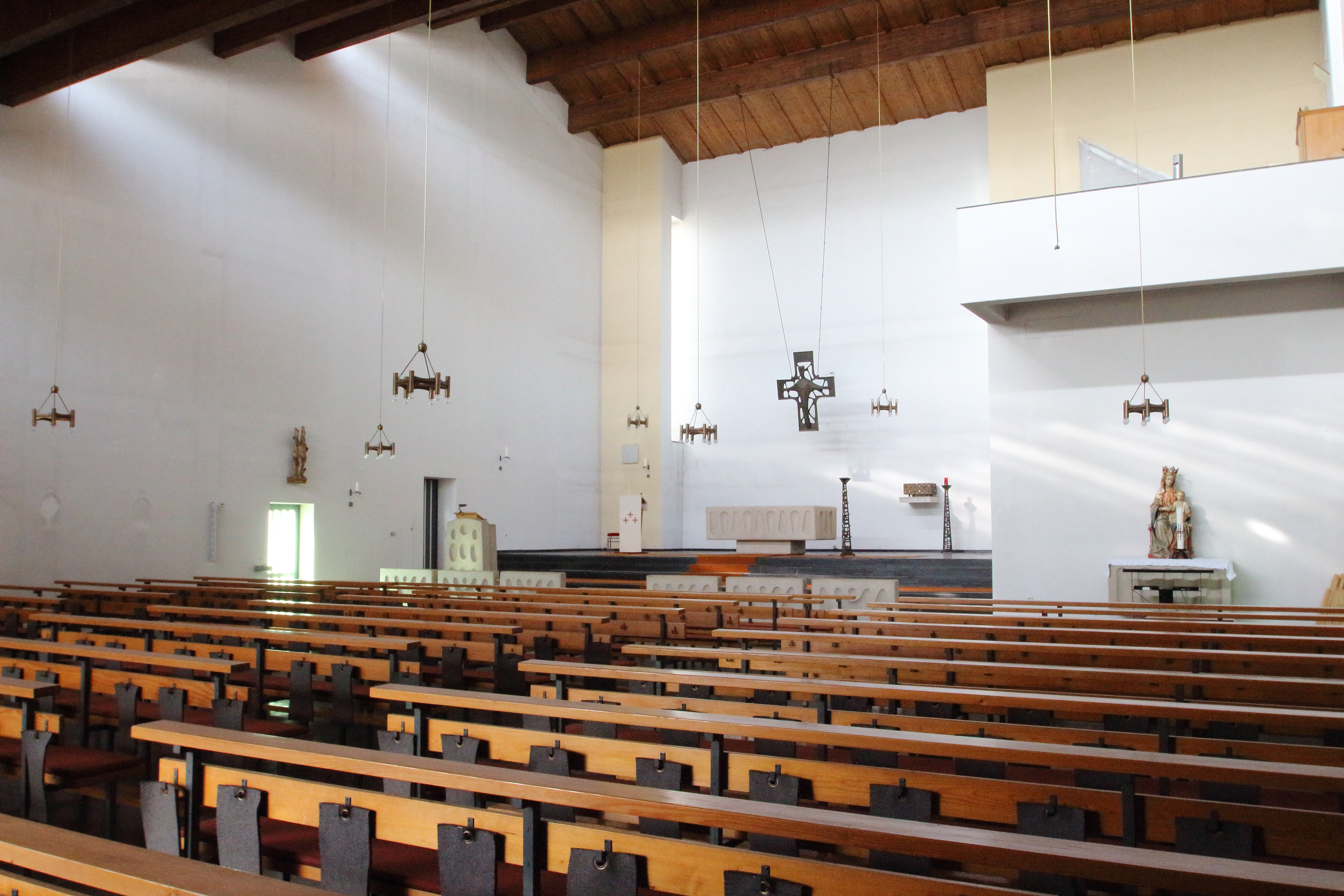
St. Martin in Martinsthal

Die 1964 geweihte Kirche St. Martin ist die ehemalige römisch-katholische Pfarrkirche von Martinsthal, einem Stadtteil von Eltville.

## Geschichte
Als mit Martinsthal auch die römisch-katholische Gemeinde wuchs, wurde bis 1964 eine neue Kirche errichtet. Der Bau entstand an der Kirchstraße, gegenüber der gotischen Kirche St. Sebastian und Laurentius. Der gotische Bau war 2004 profaniert und seitdem kulturell bespielt worden. Mit den Sparauflagen des Bistums fiel die Entscheidung, die historische Kirche wieder liturgisch zu nutzen. 2017 erhielt St. Sebastian und Laurentius erneut die Weihe und dient seitdem wieder als römisch-katholische Gottesdienststätte. Zwischenzeitlich wurde die zum 9. Oktober 2020 profanierte moderne Kirche St. Martin zu Wohnzwecken umgebaut, neben 12 Wohneinheiten entstanden auch neue Räume für die Kirchengemeinde. Das äußere Erscheinungsbild der ehemaligen Kirche blieb erhalten.

## Architektur
St. Martin wurde nach Plänen des Wiesbadener Architekten Paul Johannbroer (1916–1985) errichtet. Nach außen zeigt sich das Bauwerk als natursteinsichtiger Satteldachbau mit eingerücktem Turm. Das Innere der Kirche war zweigeschossig gegliedert: unten der Gemeinderaum, oben der quergerichtete Gottesdienstraum. Licht erhielt das Obergeschoss vor allem über Lichtschlitze im Dachbereich. Zudem zeigt die Rückseite des Bauwerks eine figürliche Betonglasgestaltung des Künstlers Johannes Beeck.